# Sergio Kanashiro
Sergio Kanashiro (Lima, 9 de febrero de 1982) es un exfutbolista peruano. Jugaba de delantero. Tiene 43 años. 

## Clubes
| Club                      | País | Año       |
| ------------------------- | ---- | --------- |
| Universitario de Deportes | Perú | 2003      |
| Universidad César Vallejo | Perú | 2004      |
| Deportivo Wanka           | Perú | 2004      |
| Deportivo Municipal       | Perú | 2005      |
| América Cochahuayco       | Perú | 2006-2007 |
| Atlético Chalaco          | Perú | 2008      |
| Universidad San Marcos    | Perú | 2009      |
| América Cochahuayco       | Perú | 2010-2011 |